# Muroidea

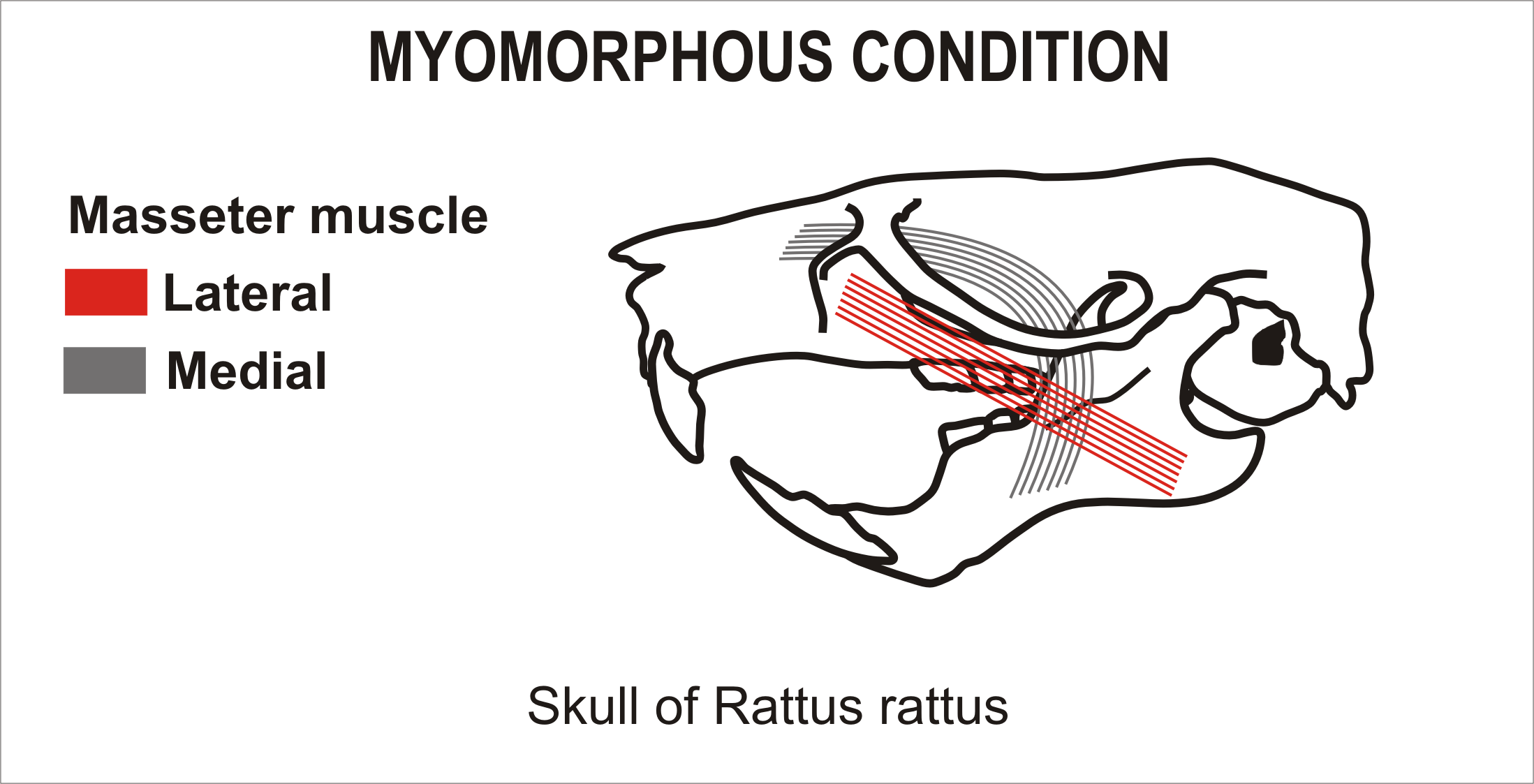
Fig.1

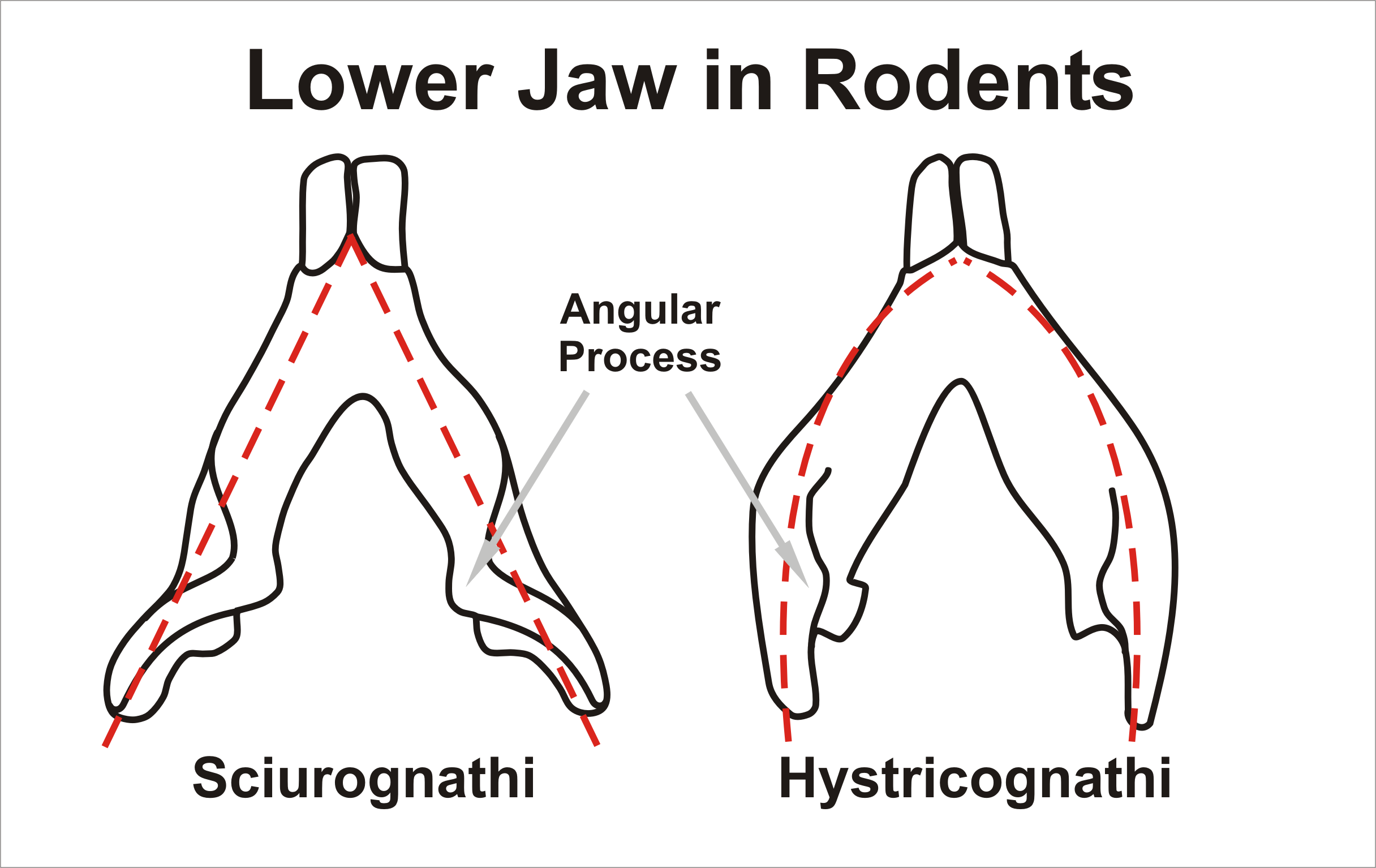
Fig.2

Muroidea è una superfamiglia di Roditori che comprende i criceti, gerbilli, i topi e i ratti del vecchio e nuovo mondo, le arvicole e forme affini.

## Descrizione
L'aspetto generale è quello tipico dei ratti e dei topi, senza particolari modifiche anatomiche, eccetto una derivazione morfologica presente nelle forme fossorie come gli spalaci e gli zokor. Le caratteristiche risultano quindi abbastanza omogenee e comprendono la disposizione del muscolo massetere di tipo miomorfo (fig.1), la mandibola sciurognata (fig.2), la totale perdita dei premolari, il numero dei molari fino a tre per ogni semi-arcata, il foro infra-orbitale relativamente grande e dalla caratteristica forma a buco di serratura per il passaggio di fasci muscolari, vasi sanguigni e nervi, le placche zigomatiche inclinate verso l'esterno e ben sviluppate, la fibula ridotta e fusa alla tibia e i piccoli ossicini dell'orecchio interno, incudine e martello, separati tra loro.

### Distribuzione ed habitat
Occupano una vasta varietà di habitat in tutti i continenti, ad eccezione dell'Antartide.

## Tassonomia
I muroidei vengono classificati in 6 famiglie.
- Famiglia Platacanthomyidae
- Clade Eumuroidea
  - Famiglia Calomyscidae
  - Famiglia Nesomyidae
  - Famiglia Cricetidae
  - Famiglia Muridae